# Sebastian Owuya
Sebastian Owuya, född 8 oktober 1991 i Stockholm, är en svensk ishockeyspelare. Han är lillebror till den före detta professionella ishockeymålvakten Mark Owuya.